# Maison de Laval-Tartigny
Maison de Laval-Tartigny
La Deuxième maison de Montmorency-Laval est une branche cadette de la Maison de Montmorency-Laval (elle-même Deuxième Maison de Laval, c'est-à-dire le segment de la famille de Laval qui est issu par les femmes de la Première Maison de Laval et qui commence au connétable Mathieu II de Montmorency, au début du XIIIe siècle. Mathieu II de Montmorency a bien épousé en secondes noces en 1218 Emma de Laval  mais il ne fut que son mari et le père de ses enfants du deuxième lit. Il n'eut personnellement aucun pouvoir sur les terres des Laval, Emma l'exerçant sans partage. De plus, le contrat précisait bien que les enfants et descendants du couple porteraient seulement le nom des Laval comme leur mère).
Une branche cadette de la Deuxième maison de Montmorency-Laval : les Laval-Tartigny, existe depuis le début du XVIe siècle avec Hugues de Laval-Tartigny, fils de René II de Laval-La Faigne.
Les personnages principaux de cette branche sont :
- Guy Claude Roland de Montmorency-Laval, (1677-1751), militaire français, maréchal de France ;
- Marie-Louise de Laval-Montmorency, (1723-1794), dernière et quarante-troisième abbesse de Montmartre.

Les seigneurs de Tartigny portaient : de Montmorency-Laval pleine.

## Généalogie
```
 
Hugues de Laval-Tartigny

 X Marie de Mézières
 │
 ├─> 
Jean de Laval-Tartigny

 │   X Claude de Prunele
 │   │
 │   ├─> 
Gabriel 
I
er
 de Laval-Tartigny
 
 │   │   X Anne Viole
 │   │   │
 │   │   ├─> 
Thomas de Laval-Tartigny
 
 │   │   │   x Louise de Vallée
 │   │   │   │
 │   │   │   ├─> 
Charles de Laval-Tartigny

 │   │   │   │   x Louise Meusnier
 │   │   │   │   │
 │   │   │   │   ├─> 
Claude Charles de Laval-Tartigny
 
 │   │   │   │   │   X Marie-Thérèse de Hautefort
 │   │   │   │   │   │
 │   │   │   │   │   ├─> 
Guy Louis Charles de Laval-Tartigny
 
 │   │   │   │   │   │   X Adélaïde Louise Salbigothon d'Espinay 
 │   │   │   │   │
 │   │   │   │   
 │   │   │   ├─> 
Gabriel II de Laval-Tartigny

 │   │   │   │   x Renée Barbe de la Forterie
 │   │   │   │   │
 │   │   │   │   ├─> 
Guy Claude Roland de Montmorency-Laval
 
 │   │   │   │   │   X Elisabeth de Rouvroy-Saint-Simon
 │   │   │   │   │   │
 │   │   │   │   │   ├─> 
Joseph-Pierre de Montmorency-Laval
 
 │   │   │   │   │   │   X Elisabeth Renée de Maupeou
 │   │   │   │   │   │   │
 │   │   │   │   │   │   ├─> Louis Adélaïde Anne Joseph de Montmorency-Laval
 │   │   │   │   │   │
 │   │   │   │   │   ├─> 
Marie-Louise de Montmorency-Laval

 │   │
 │   ├─> 
Hugues de Laval-Montigny
 
 │   │   Voir : 
Maison de Laval-Montigny
```

## Membres

### Hugues de Laval-Tartigny
Hugues de Laval-Tartigny, seigneur de Tartigny, d'Aveluys et de Fresnay-le-Samson, né en 1524, frère puîné de Louis de Laval, devint après sa mort l'aîné de sa branche. Il transigea, le 1er janvier 1574 avec Jacques de Laval, seigneur d'Auvilliers, son frère, et les enfants de Françoise de Laval, leur sœur, pour la succession mobilière de Marie de Bussu, leur mère.
Fils de René II de Laval-La Faigne, il avait épousé Marie de Mézières, dame de Montbaudry, fille de Jacques, seigneur de Floville et de Montigny. Il en eut plusieurs enfants, dont l'aîné fut Jean.

### Jean de Laval-Tartigny
Jean de Laval-Tartigny, seigneur de Tartigny, d'Aveluys et de Gournay, fut émancipé, dès 1557, par Hugues de Laval, son père.
Fils de Hugues de Laval-Tartigny, il avait épousé le 18 février 1577 Claude de Prunelé, fille d'André, seigneur de Gazeran et d'Esneval. Il en eut neuf enfants :
- Gabriel ;
- Charles, seigneur de la Rozière, mort en 1606 ;
- Hugues, auteur de la branche des seigneurs de Montigny[2] ;
- Albert, chevalier de Malte, mort en 1611 ;
- Madeleine, femme de Christophe le Conte, seigneur de Nouant et de Cervières en Normandie ;
- Hélène, mariée à François Moreau, seigneur de la Possonnière au Maine ;
- Elisabeth, mariée à Pierre des Hayes, dit d'Espinay, seigneur d'Auvergny en Normandie ;
- Marie, religieuse à la Chaise-Dieu;
- Suzanne, religieuse à Caen.

### Gabriel Ier de Laval-Tartigny
Gabriel Ier de Laval-Tartigny, baron de La Faigne, par acquisition des héritiers de Jacques, son grand-oncle, seigneur de Tartigny, d'Aveluys, Gournay-le-Guérin etc., fut gentilhomme de la
chambre du roi, le 28 janvier 1618, et mourut le 14 mai 1664.
Fils de Jean de Laval-Tartigny, il avait épousé le 14 décembre 1609 Anne Viole, fille de Pierre, seigneur d'Athis, conseiller d'État, président au parlement de Paris. Il en eut quatre fils et deux filles :
- Thomas ;
- Jean, seigneur de Gournay, tué en duel ;
- François, reçu chevalier de Malte le 7 juin 1651, commandeur d'Artain en Vendômois ;
- Robert, reçu chevalier de Malte avec son frère, bailli de la Corée, commandeur de Boncourt, mort en juin 1692;
- Charlotte, mariée, le 16 novembre 1632, à Guillaume Osmont, seigneur d'Aubry du Pantoux;
- Jeanne, religieuse à la Chaise-Dieu.

### Thomas de Laval-Tartigny
Thomas de Laval-Tartigny, baron de la Faigne, seigneur de Tartigny, de Gournay, d'Aveluys, etc., fut assassiné, le 27 février 1651, par le précepteur de ses enfants, qui fut pendu.
Fils de Gabriel Ier de Laval-Tartigny, il avait épousé le 1er février 1636 Louise de Vallée, fille d'Étienne, seigneur du Pescherai, et de Marie du Raynier (veuve d'Etienne Vallée, cette dernière se remaria à Charles d'Angennes, seigneur de la Loupe, d'où : Catherine-Henriette d'Angennes, demi-sœur puînée de Louise de Vallée). Thomas eut de Louise de Vallée : 
- Charles ;
- Gabriel ;
- Henri, dit le chevalier de Tartigny, mort sans avoir été marié ;
- Étienne, ecclésiastique ;
- Louise, religieuse ;
- Catherine-Louise, née au mois d'août 1651.

### Charles de Laval-Tartigny
Charles de Laval-Tartigny, baron de la Faigne, seigneur de Tartigny, mort en 1709.
Fils de Thomas de Laval-Tartigny, il avait épousé Louise Meusnier, fille de Pierre, seigneur de Rubelles et de Saint-Prix, président à mortier au parlement de Paris. Il en eut cinq enfants :
- Henri-Marie, mort sans alliance ;
- Claude-Charles;
- Claude-Charles, dit l'abbé de Laval, mort à Paris au mois de novembre 1708, âgé de 32 ans ;
- Louise, née le 15 janvier 1669 ;
- Marie-Angélique, née en 1674, religieuse.

### Claude Charles de Laval-Tartigny
Claude Charles de Laval-Tartigny, né le 21 septembre 1672, baron de la Faigne, dit le marquis de Laval, fut colonel d'un régiment d'infanterie, et chevalier d'honneur de la duchesse d'Orléans. Il meurt en 1743.
Fils de Charles de Laval-Tartigny, il avait épousé le 29 juillet 1699 Marie-Thérèse de Hautefort, morte le 1er avril 1763, fille de Gilles, marquis de Surville, comte de Montignac, lieutenant-général des armées du roi. Il en eut
deux enfants :
- Guy-Louis-Charles ;
- Marie-Louise-Augustine, mariée, le 19 décembre 1726, avec Louis-Antoine Crozat, baron de Thiers, lieutenant général des armées du roi, morte le 23 août 1770.

### Guy Louis Charles de Laval-Tartigny
Guy Louis Charles de Laval-Tartigny, mestre de camp de cavalerie, chevalier d'honneur de la duchesse d'Orléans
Fils de Claude Charles de Laval-Tartigny, il avait épousé le 11 août 1728 Adélaïde Louise Salbigothon d'Espinay, dame de la duchesse d'Orléans, morte le 19 juin 1751, fille de François, marquis d'Espinay, brigadier des armées du roi. II n'en eut qu'une fille, Louise-Adélaïde-Philippine, née le 15 avril 1731, religieuse à La Ville-l'Évêque en 1760.

### Gabriel II de Laval-Tartigny
Gabriel II de Laval-Tartigny, dit le comte de Laval, second fils de Thomas, baron de la Faigne, mourut au mois de mars 1723.
Fils de Thomas de Laval-Tartigny, il avait épousé 1° Renée Barbe de la Forterie, morte le 2 juin 1702, fille de Claude Barbe, seigneur de la Forterie ; 2°, au mois d'août 1714, Adélaïde de Grimoard, fille de Louis-Scipion, marquis du Roure, lieutenant-général en Languedoc, et gouverneur du Pont-Saint-Esprit. Ses enfants
furent :  
- Du premier lit :
  - Guy-Claude-Roland ;
  - Robert ;
  - Cyprien-René de Laval, abbé' de Manlieu en 1722 ;
  - Louise, mariée en 1706, à Michel-Séraphin des Escotais, seigneur de Chantilly, en Touraine ;
- Du second lit :
  - Joseph-Auguste, comte de Montmorency, marquis de Montmorency, mestre de camp, passa aux Indes en 1758. Il épousa, en 1747, Marie-Louise-Angélique de Barberiu de Reignac, veuve du comte Campet de Saujon, brigadier de cavalerie.

### Joseph-Pierre de Montmorency-Laval
Joseph Pierre de Montmorency-Laval, né le 28 mars 1729, appelé le comte de Laval-Montmorency, colonel du régiment de Guyenne, infanterie, l'un des menins du Dauphin. Il fut tué, le 31 juillet 1757, à la bataille d'Hastembeck.
Fils de Guy Claude Roland de Montmorency-Laval, il avait épousé le 25 avril 1749 Elisabeth-Renée de Maupeou, morte le 4 novembre 1769, fille de René-Théophile, marquis de Maupeou, lieutenant-général des armées du roi, grand-cousin du chancelier. De ce mariage sont issus :
- Guy-Marie-René, né le 23 décembre 1761, premier appelé à la succession du duché de Laval, au défaut de la branche des ducs, mort sans alliance ;
- Louis-Adélaïde-Anne-Joseph, comte de Montmorency, né le 18 octobre 1762, colonel des dragons de son nom en 1784, a fait les campagnes de 1796 et 1797, commandant une des deux compagnies du régiment de cavalerie noble de l'armée de Condé. Il a épousé, le 28 avril 1773, Anne Jeanne Thérèse Joséphine de la Roche Fontenille Gensac, née en 1764 ;
- Claudine-Anne-Elisabeth, née le 6 mars 1750, mariée au marquis de Fleury.

## Source partielle
- L'art de vérifier les dates